# Hobe Sound
Hobe Sound es un lugar designado por el censo ubicado en el condado de Martín en el estado estadounidense de Florida. En el Censo de 2010 tenía una población de 11.521 habitantes y una densidad poblacional de 784,81 personas por km².

## Geografía
Hobe Sound se encuentra ubicado en las coordenadas 27°4′24″N 80°8′23″O / 27.07333, -80.13972. Según la Oficina del Censo de los Estados Unidos, Hobe Sound tiene una superficie total de 14.68 km², de la cual 13.64 km² corresponden a tierra firme y (7.09%) 1.04 km² es agua.

## Demografía
Según el censo de 2010, había 11.521 personas residiendo en Hobe Sound. La densidad de población era de 784,81 hab./km². De los 11.521 habitantes, Hobe Sound estaba compuesto por el 89.32% blancos, el 7% eran afroamericanos, el 0.27% eran amerindios, el 0.8% eran asiáticos, el 0.06% eran isleños del Pacífico, el 1.37% eran de otras razas y el 1.19% pertenecían a dos o más razas. Del total de la población el 5.23% eran hispanos o latinos de cualquier raza.